# Sarah Jane Scott

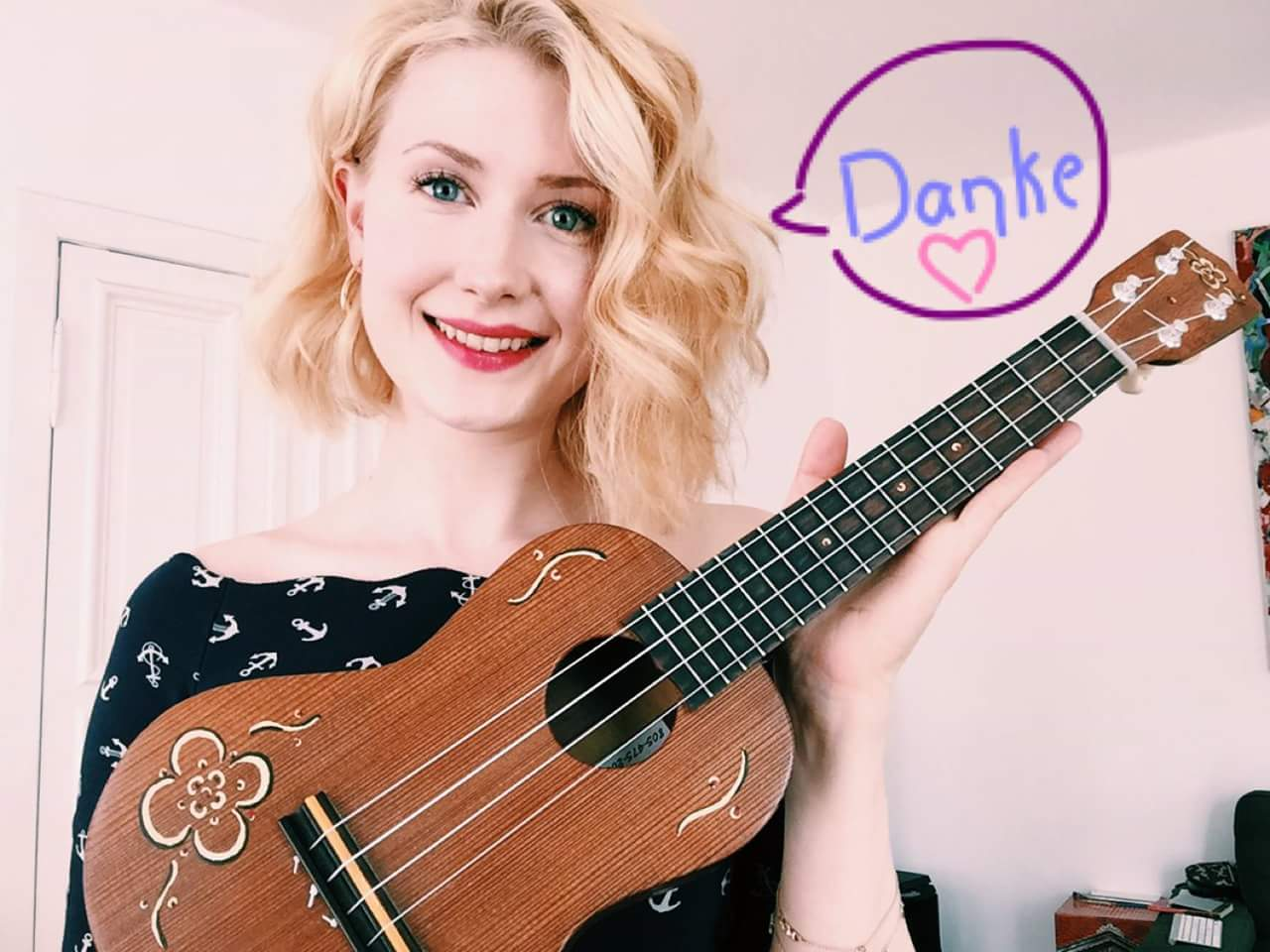
Sarah Jane Scott (2016)

Sarah Jane Scott (* 23. März 1988 in Honesdale, Pennsylvania) ist eine US-amerikanische Schlagersängerin.

## Werdegang
Sarah Jane Scott wuchs in Honesdale in Pennsylvania als Tochter eines Piloten und einer Anästhesistin auf. Ihr älterer Bruder ist als Filmkritiker tätig. Schon früh reifte in ihr der Wunsch, Sängerin zu werden. Im Alter von drei Jahren entstanden erste Aufnahmen im Hobby-Studio ihres Vaters, sie sang in einem Kinderchor und mit sieben Jahren begann sie mit dem Klavierunterricht. Zum zehnten Geburtstag wünschte sie sich eine Gitarre, bekam jedoch eine Ukulele, da ihren Eltern ihre Finger zu klein für eine Gitarre erschienen.
Nach ihrem Schulabschluss studierte sie vier Jahre am Berklee College of Music in Boston „Professional Music“. Das Studium, das sie als besonders talentierte Studentin aufnahm, finanzierte sie sich durch Mitgliedschaften in einer Cover-Band und in einer Frauen-Folk-Band und schloss es mit Auszeichnung 2010 ab. Kurz vor dem Abschluss lernte sie dort den deutschen Musiker Cecil Remmler kennen, mit dem sie kurzentschlossen nach Europa zog. Das Paar heiratete Anfang 2018.
Cecil Remmler ist der älteste Sohn des deutschen Sängers, Komponisten und Produzenten Stephan Remmler. Als Scott anlässlich einer privaten Geburtstagsfeier deutsche Schlager sang, erkannte dieser ihr musikalisches Potential; er bot ihr seine Zusammenarbeit an. In den folgenden drei Jahren komponierte und produzierte er für Scott ein Album mit Schlagermusik. Scott hatte die Schlagermusik zum Erlernen der deutschen Sprache genutzt und Gefallen an dem ihr unbekannten Genre gefunden.
Das Debütalbum Ich schau dir in die Augen erschien im April 2016 bei Sony Music. Ihren ersten Fernsehauftritt absolvierte Sarah Jane Scott am 16. April 2016 in der Sendung Das große Schlagerfest mit Florian Silbereisen. Nachdem sie ihre Debütsingle Hallo hallo vorgestellt hatte, sang sie gemeinsam mit Silbereisen ein Schlager-Medley. Diesem Auftritt folgten zahlreiche weitere im Radio und Fernsehen. 2017 folgte Scotts zweites Album So viel, das wiederum in enger Zusammenarbeit mit Stephan Remmler entstand. Ihr drittes Album, das 2019 erschien, entstand mit dem Produzenten Hardy Krech. Typisch für ihre Lieder ist ihr  amerikanischer Akzent in manchen deutschen Wörtern.
Sarah Jane Scott lebt mit ihrem Ehemann in Berlin. In den 2020er-Jahren stellte sie ihre Aktivitäten in den Sozialen Medien ein, ihr offizielle Website wurde gelöscht und sie löschte ihre gesamten Beiträge auf Instagram. Letzteren Schritt begründete sie wie folgt: "It is important to me to no longer contribute to the perpetuation of patriarchal, capitalist standards. Insta is a performative wasteland." ("Es ist mir wichtig, nicht länger zur Aufrechterhaltung patriarchaler, kapitalistischer Standards beizutragen. Insta ist eine performative Einöde.")

## Diskografie

### Alben
- 2016: Ich schau dir in die Augen
- 2017: So viel
- 2019: Sarah Jane Scott

### Singles
- 2016: Hallo Hallo
- 2016: Schlager-Medley
- 2016: Was war los gestern Nacht
- 2016: Ich schau dir in die Augen
- 2016: Rockin’ Around the Christmas Tree (mit Heino)
- 2017: Bienenstich
- 2017: Super dass es sowas gibt
- 2017: Mein Lied
- 2019: It’s a Beautiful Day (Hallelujah)